# Lucy and the Popsonics
Lucy and the Popsonics é uma banda brasileira oficializada em Brasília em novembro de 2005. Formada pelo casal de namorados Fernanda Popsonic (vocalista e baixista) e Pil Popsonic (guitarrista), a banda tem como peculiaridade o fato de contar com uma bateria eletrônica batizada de Lucy que emite as batidas programadas de todas as canções e continua presente nos shows e nas gravações mesmo após a chegada do baterista Beto Cavani, ex-integrante dos grupos musicais Nata Violeta e Suíte Super Luxo, em 2010.
Com som pesado e letras sarcásticas e bem humoradas, o conjunto assinou contrato com o selo brasileiro Monstro Discos em 2007 e com o selo francês Nacopajaz em 2008 para o lançamento do primeiro disco, o A Fábula (ou a Farsa?) de Dois Eletropandas. O segundo disco do grupo, o Fred Astaire, foi produzido pelo produtor e músico John Ulhoa.

## História

### Antecedentes, formaçãoe início

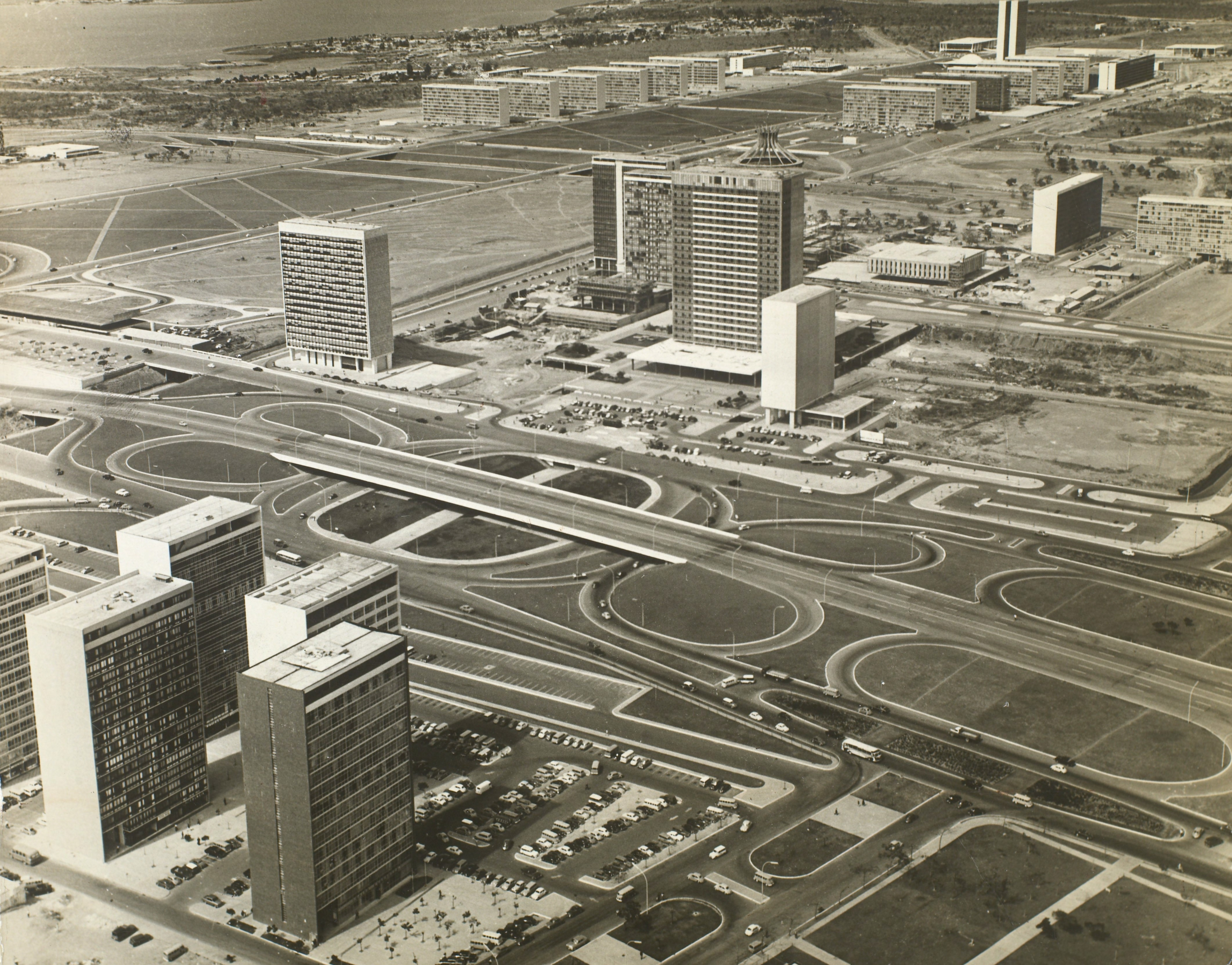
Brasília, cidade onde foi fundada a Lucy and the Popsonics.

A história da Lucy and the Popsonics começou em 2005 em Brasília, após Fernanda Oliveira e Luiz Henrique Lima, casal de namorados desde 1999, quando integravam um outro grupo musical, decidirem formar uma banda própria, sem interferência de terceiros, já que haviam saído do antigo grupo em razão de desentimentos com os demais integrantes. Tinham como referência as bandas The Kills, Stereo Total, The B-52´s, Kraftwerk, Devo e Vive La Fête e os cantores David Bowie e Björk. Assim, em 2005, os dois gravaram algumas músicas, com uma bateria eletrônica fazendo as batidas programadas, Fernanda cantando e tocando baixo e Luiz Henrique, o Pil, executando os acordes e os riffs de guitarra.
As gravações foram publicadas na internet e logo obtiveram milhares de visualizações. Um dia, receberam uma filipeta de um festival de Brasília que estava selecionando novas bandas para a gravação de uma coletânea e também para a realização de alguns shows que ocorreriam em suas edições. Ciente de seu potencial, o casal se inscreveu no evento. Logo, os dois foram selecionados e, com isso, gravaram dois singles, o "Coração Empacotado" e o "Estetoscópio". No primeiro show, promovido pelo concurso, em novembro de 2005, decidiram oficializar definitivamente a banda. Isso foi o estopim para, em menos de seis meses de formação, começarem a se apresentar em vários festivais independentes pelo Brasil. Iam para o estúdio ensaiar toda sexta-feira.
Na época, o duo era denominado Lucy, nome que Fernanda diz não ter tido um significado específico. Assim, muitos apreciadores do trabalho perguntavam quem era Lucy e, por isso, o casal decidiu batizar de Lucy o equipamento responsável pelas batidas e escolheu para si o sobrenome artístico de Popsonic.
Em 2007, gravaram seu primeiro disco, o A Fábula (ou a Farsa?) de Dois Eletropandas, lançado em uma parceria entre o selo brasiliense Pulsorama e o goiano Monstro Discos em maio daquele ano. O álbum continha apenas canções curtas, a maioria com menos de três minutos, como "Garota Rock Inglês", "Coração Empacotado", "Eu Quero Ser Seu Tamagochi" e "Estetoscópio", sendo estas duas últimas muito divertidas e alusivas aos jogos eletrônicos da década de 1980. Mais tarde, em 2008, as faixas receberam uma nova versão pelo selo francês Nacopajaz. 
No fim do ano da gravação do primeiro trabalho, fizeram uma turnê em Portugal, a qual seria a primeira de muitas apresentações internacionais realizadas por eles.
Em 2010, resolveram contar com o apoio de um "baterista de carne e osso" apenas nos shows. Convidaram, então, Beto Cavani, ex-integrante dos grupos musicais Nata Violeta e Suíte Super Luxo, que aceitou a proposta. Mesmo assim, a bateria eletrônica Lucy continuou ativa nos festivais.

### O sucesso
Assim que gravaram suas primeiras músicas e publicaram na internet, Lucy and the Popsonics receberam milhares de visualizações. Em 2010, já contavam com mais de seiscentas mil visitas em seu perfil na plataforma de música MySpace. 
Entretanto, seu sucesso foi mais além do meio digital. Antes mesmo da gravação do primeiro disco, começaram a participar de grandes festivais de música de Brasília, como o Porão do Rock, Armazém Rolla Pedra e Noite Senhor F. 
Já em 2006, um ano após sua fundação, evoluíram para apresentações em eventos nacionais, dentre eles o Goiânia Noise e o Bananada, de Goiânia, o Planeta Terra, de São Paulo, o Mada, de Natal, o RecBeat, de Recife, o Jambolada, de Uberlândia, o Calango, de Cuiabá, e o Laboratório Pop, do Rio de Janeiro.
Mais tarde, também realizaram turnês em diversos países, como Estados Unidos, Inglaterra, França, Espanha, Alemanha e Portugal, com destaque para o conceituado norte-americano South by Southwest, em Austin.

### A Fábula (ou a Farsa?) de Dois Eletropandas
A Fábula (ou a Farsa?) de Dois Eletropandas, primeiro disco da Lucy and the Popsonics, foi lançado pelo selo brasiliense Monstro Discos em parceria com o selo goiano Pulsorama em maio de 2007. Possui esse nome em razão de uma estória criada por Fernanda e Pil para divulgar a obra. O conto foi publicado da seguinte forma no MySpace: "A próxima dominação do mundo já começou. Esqueça os seres extraordinários e extraterrenos: desta vez quem aporta na indie-Terra, vindos de uma outra galáxia sem comprometimento político ou social, são os Eletropandas. Esses pequenos seres dengosos e de fofura sem igual abduziram telepaticamente, em 2005, dois seres humanos e os convenceram a gravar uma obra musical sem precedentes nem antepassados, calcada na extroversão, na moda e nas coisas boas da vida. Fernanda e Pil Popsonic, parceiros de Lucy, uma bateria eletrônica sentimentalista, foram condicionados às idéias e preceitos destes pequenos seres. Do relacionamento traçado entre Popsonics e Eletropandas surgiu um trabalho pop que mistura punk, electro, college e um casal apaixonado".
O álbum contém oito faixas: "Coração Empacotado", "Estetoscópio", "Chick Chick Boom", "Fashion Bludy Fashion", "Eu Quero Ser Seu Tamagochi", "Garota Rock Inglês", "Meu Gatinho Chernobil" e "Chanson Française". Todas tem um som que remete às trilhas sonoras dos jogos eletrônicos da década de 1980, com destaque para a canção "Eu Quero Ser Seu Tamagochi", que faz alusão ao brinquedo que fez sucesso na época, popularmente conhecido como "bichinho virtual".
Todas as músicas são curtas, a maioria com menos de três minutos. Sobre o motivo dessas composições rápidas, Fernanda explica: "Em Brasília, ninguém faz show de mais de trinta minutos".

### Fred Astaire

Fred Astaire, artista norte-americano que inspirou o nome do segundo álbum de Lucy and the Popsonics.

Fred Astaire, o segundo álbum da Lucy and the Popsonics, foi produzido por John Ulhoa, integrante da banda Pato Fu, lançado em 2010, e tem nove faixas.
"Multitarefa", a primeira faixa, tem banjo sampleado com riif de guitarra simples, sustentado por uma batida quatro por quatro, típica do gênero rock, e uma melodia de piano blues misturado com vários sons eletrônicos. Em seguida vem a canção "Biff Bang Pop" com uma característica digital alusiva aos Kraftwerk. 
No disco, o conjunto faz ainda uma releitura da música "Refuse Resist", do Sepultura, mas de uma forma bem diferente da versão original.
A canção homônima ao álbum tem uma letra que se refere ao cotidiano na metrópole Brasília, sendo iniciada com os seguintes versos: "Vivo numa maquete/ Me sinto um rato branco/ Sou um experimento/ Trabalho em um banco/ As horas me oprimem/ O elevador comprime/ E o digital distrai".
As outras faixas são "A Síndrome das Pernas Inquietas", "Eu Vou Casar com um Cosmonauta", "Oito-Bits", "Pop Doll Killer", Por Que Você Não Morre?" e "Ziggy", que homenageia David Bowie.

### Ditando moda
Além da música, o casal se destaca por seu visual e ditam moda, inclusive participaram da Semana da Moda em 2006, evento promovido FNAC, rede de lojas varejistas de roupas e acessórios ativa no Brasil entre o fim da década de 1990 e o ano de 2018.
A forma de Fernanda se vestir para se apresentar em shows sempre é aguardada ansiosamente pelos fãs. No festival Planeta Terra, em São Paulo, no dia 10 de novembro de 2007, a vocalista usou um vestido verde, da estilista Fernanda Ferrugem, com cinto amarelo da Via Uno (comprado no dia anterior) marcando a cintura alta, munhequeira vermelha da Galeria do Rock e tênis Converse. Pil vestiu uma camiseta roxa estilizada por ele algumas horas antes do show com a frase "Afraid of big stage" ("Medo de palco grande", em inglês) em amarelo, calça preta da Marisa e tênis Triton. Para completar, uma rosa vermelha na correia dos instrumentos de ambos.
Essa irreverência no vestir foi observada até mesmo na cerimônia de casamento dos dois, em que Fernanda usou um vestido curto com uma grande flor vermelha e um penteado idêntico ao de Marilyn Monroe, contrariando a mãe e o cabeleireiro, e o noivo vestiu um terno branco para combinar com o tema de anos 60.

## Discografia

### Álbuns de estúdio
- Fred Astaire - produtor John Ulhoa (2010)
- A Fábula (ou a Farsa?) de Dois Eletropandas - selo francês Nacopajaz (2009)
- A Fábula (ou a Farsa?) de Dois Eletropandas - selo brasileiro Monstro Discos (2007)

### Singles
- I Wanna Be Your Tamagotchi - Europe (2009)